# Globulaire commune
Globularia bisnagarica
Espèce
Classification APG III (2009)
La Globulaire commune (Globularia bisnagarica), appelée aussi Globulaire vulgaire ou Globulaire ponctuée, est une espèce de plantes vivaces qui appartient à la famille des Globulariaceae selon la classification classique de Cronquist (1981), actuellement à la famille des Plantaginaceae selon la classification phylogénétique APG III (2009).

## Synonymie
Outre Globularia bisnagarica L., 1753, la globulaire commune s'appelle aussi :
- Globularia vulgaris L., 1753
- Globularia punctata Lapeyr., 1813
- Globularia elongata Hegetschw., 1839
- Globularia wilkommii Nyman, 1855
- Globularia tenella Lange, 1863.

## Description
Feuilles basales en rosette, pétiolées, souvent spatulées et terminées par des petites dents. Feuilles caulinaires sessiles, alternes, lancéolées et pointues. Fleurs bleues groupées en capitule solitaire entouré de bractées pointues. Corolle à deux lèvres, la supérieure très courte et à deux lobes, l'inférieure à trois lobes échancrés. Le fruit est un akène entouré par le calice persistant.

## Distribution
On la rencontre surtout dans le sud de l'Europe et sur sol basique, souvent en moyenne montagne, dans les prés secs et les lieux caillouteux. Elle atteint le nord de la France et le sud de la Belgique. Floraison d'avril à juin.

## Protection
En France métropolitaine, cette espèce est protégée en régions Basse-Normandie et Pays de la Loire (Article 1).